# اخلاق حرفه‌ای
اخلاق حرفه‌ای یعنی افراد شاغل در موقعیت‌های حرفه‌ای از مهارت‌ها و دانش خود برای انجام کار بهره می‌گیرند. این افراد قادر به قضاوت، اعمال مهارت‌ها و دانش و تصمیم‌گیری بر اساس دانش خود در شرایطی که عموم جامعه به دلیل نداشتن این دانش و مهارت قادر به این کار نیست هستند. چگونگی استفاده از این دانش و مهارت در هنگام ارائهٔ خدمات به جامعه یک مسئلهٔ اخلاقی و موضوع اخلاق حرفه‌ای است.

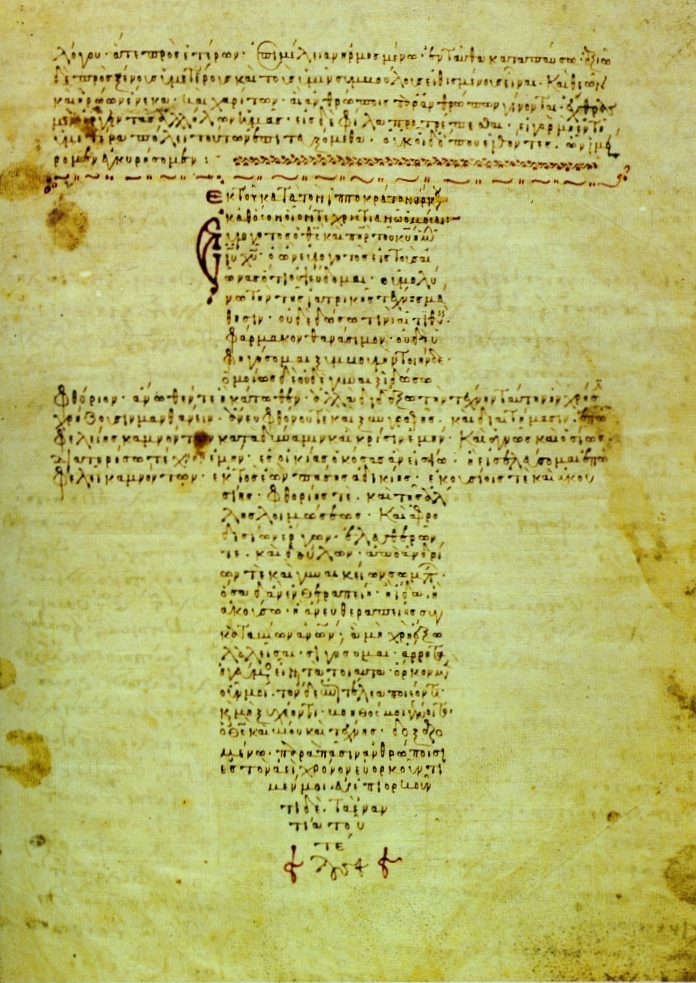
یک نسخه از سوگندنامه بقراط متعلق به قرن ۱۲ دوازدهم میلادی در امپراتوری روم شرقی.

اخلاق حرفه‌ای با اصطلاحاتی مثل work ethics یا professional ethics معادل اخلاق کاری یا اخلاق حرفه‌ای در زبان فارسی شناخته میشود که در واقع متعهد شدن انرژی ذهنی، روانی و فیزیکی فردی یا گروهی است در جهت بهبود توانایی های افراد گروه که در راستای هدف مشترک و توسعه گروه صورت میگیرد. یکی از قدیمی‌ترین نمونه‌های اخلاق حرفه‌ای سوگندنامه بقراط است که امروزه نیز پزشکان برای تعهد به آن سوگند یاد می‌کنند.

## مؤلفه‌ها
برخی از مؤلفه‌ها که توسط بعضی از سازمان‌ها حرفه‌ای برای اخلاق حرفه‌ای مطرح می‌شود عبارتند از:
- صداقت
- راست‌کرداری
- شفافیت
- مسئولیت‌پذیری
- رازداری
- بی‌طرفی
- احترام
- تابع قانون بودن
- وفاداری

## چند مثال
برای نمونه، هنگام رویداد یک تصادف رانندگی، یک شخص عادی در جامعه و حاضر در صحنه را نباید به خاطر انجام ندادن رویه‌های اورژانسی پزشکی بازخواست نمود، هرچند تلاش برای رساندن کمک حرفه‌ای به مصدومان وظیفهٔ اخلاقی او است. دلیل این مسئله نداشتن دانش و مهارت پزشکی لازم توسط شخص است. در مقابل، یک پزشک آموزش‌دیده (و دارای تجهیزات مناسب) قادر به تشخیص صحیح و انجام اعمال مورد نیاز است. عدم انجام این کمک از سوی چنین پزشکی یک تقصیر و غیراخلاقی تلقی می‌شود. همچنین اگر وی در حین کمک به فرد مرتکب خطایی شود و مقصر در آن خطا باشد، پیامدهای شدیدی در انتظار او خواهند بود. در مقابل، یک شخص غیرپزشک تنها در صورتی که هیچ کاری برای کمک به شخص نکرده باشد مقصر خواهد بود و اگر به صورت ناخواسته و به قصد کمک، آسیب بیشتری به بیمار وارد کند نیز طبق قاعدهٔ سامری نیکو مسئولیتی متوجه وی نخواهد بود.
به عنوان مثالی دیگر، یک شرکت ممکن است از یک مهندس بخواهد که ایمنی یک پروژه که در واقع ایمن نیست را تأیید کند. یک مهندس ممکن است به دلایل اخلاقی از این کار سر باز زند، این شرکت ممکن است بتواند مهندسی دیگر با وجدان کاری کمتر بیابد که در مقابل دریافت رشوه تن به این کار داده و شرکت را از هزینه‌های احتمالی مرتبط نجات دهد.